# 미즈타 와사비
미즈타 와사비(일본어: 水田 わさび, 1974년 8월 4일 ~ )는 일본의 배우이자 성우이다.
본명은 알 수 없으며 별자리는 사자 자리이고, 혈액형은 O형이다. 지금은 아오니 프로덕션 소속이지만 이전에는 프로덕션 바오밥(현 프로덕션) 소속이였다. 데뷔작은 上岡山大介（『トイレの花子さん』） 이고, 대표작은 코텐코텐코가 있다. 또한 2005년 4월부터 도라에몽에서 도라에몽의 목소리를 캐스팅하게 되었다.

## 도라에몽 활동
2005년 (헤이세이 17년) 4월 15일부터 TV아사히의 애니메이션, 도라에몽의 목소리를 녹음하게 된다. 오오야마 노부요 대신 녹음하게 되는 것이다.

## 출연 작품

### TV 애니메이션
1997년
- 맑음 때때로 뿌이뿌이(오니기리야마)

1998년
- 동글동글 문어빵맨(그린)
- 슈퍼돌 리카쨩(미치타니 토모노리)
- 아키하바라 전뇌조(파타Pi 빌리켄)

2000년
- 어둠의 후예(우생신 형제)

2001년
- 동글동글 해롱이(쿠레쿠레, 파브파브)
- 히카루의 바둑(후쿠이 유타)
- 탑블레이드(보리스 쿠즈네치오)

2002년
- 미루모데퐁(피아)
- 아따맘마(카와시마)

2003년
- 신나는 과학 어드벤쳐 아하! 그렇구나(바도바도)

2004년
- 오토기조시(킨타로)

2005년
- 꼬마천사 코텐코(네코우모리)

2006년
- 무장연금(엔젤 고젠)

2008년
- 카이바(효효)
- Yes! 프리큐어5 GoGo!(멜포)

2009년
- 타마고치!(우와삿치)

2010년
- 포켓몬스터 베스트위시(포카브, 챠오브)

### OVA
2004년
- 캠퍼스 러브스토리(하나노야 모토이)

### 극장판
2016년
- 극장판 도라에몽: 신 진구의 버스 오브 재팬(도라에몽, 도라좀비)

2017년
- 극장판 도라에몽: 진구의 남극 꽁꽁 대모험(도라에몽)

2018년
- 도라에몽 노비타의 보물섬(도라에몽)

2025년
- 극장판 도라에몽: 진구의 그림이야기(도라에몽 / 헤타피 도라에몽)